# Przywilej borzykowski
Przywilej borzykowski – przywilej nadany klerowi Kościoła katolickiego na zjeździe w Borzykowej podczas synodu prowincjonalnego 29 lipca 1210 roku  przez książąt dzielnicowych.

## Historia
Przyczyną zjazdu w Borzykowej, była bulla  papieża Innocentego III z 9 czerwca 1210 na wniosek niewymienionego z imienia księcia śląskiego (a mógł to być tylko Henryk I Brodaty, gdyż tylko on używał takiego tytułu), który postanowił pod groźbą klątwy przywrócić zasadę senioratu. W całym kraju zapanowała konsternacja, a arcybiskup gnieźnieński Henryk Kietlicz zwołał synod do Borzykowej, gdzie miano spróbować zaradzić powstałemu problemowi.
Na zjeździe obecni byli: Leszek Biały, książę krakowski, Konrad I mazowiecki, Henryk I Brodaty, Władysław Odonic. Celem zjazdu władców dzielnicowych było przygotowanie obrony przeciwko Mieszkowi Plątonogiemu i Władysławowi Laskonogiemu, którzy w czasie zjazdu planowali opanowanie Krakowa. 
W Borzykowej arcybiskup gnieźnieński Henryk Kietlicz obiecał wszelką pomoc ze strony swojego Kościoła w celu utrzymania Leszka Białego na tronie krakowskim. W zamian za pomoc arcybiskup dążył do uzyskania pewnych ustępstw. Książęta przyznali ostatecznie Kościołowi rzymskiemu immunitet, zakładający wolność od świadczeń na rzecz państwa i zniesienie tzw. Ius spolii, czyli prawo monarchy do przejęcia majątku ruchomego, będącego prywatną własnością zmarłych duchownych. Prawdopodobnie na zjeździe wyłączono duchownych spod państwowego sądownictwa (privilegium fori). Przywileju borzykowskiego nie podpisał jedynie Henryk Brodaty.
Równocześnie z nadaniem przywileju, w Borzykowej obradował synod prowincjonalny, którego zadaniem było przeprowadzenie reformy kościelnej. Po reformie Kościół rzymski wzmocnił się wewnętrznie i tym samym mógł zająć stanowisko wobec władzy państwowej.
W czasie gdy obradował zjazd borzykowski, Mieszko I Plątonogi wjechał do Krakowa i zasiadł na tamtejszym tronie. Rządził niecały rok, bowiem zmarł 16 maja 1211.